# Waltraud Runze
Waltraud Marie Runze (* 17. Dezember 1927 in Caputh; vereinzelt auch Waltraut Runze oder Waltraut Runze-Waitzmann; † 10. August 2018 in Berlin) war eine deutsche Schauspielerin und Synchronsprecherin.

## Leben
Waltraud Runze wurde als Tochter des Juristen Friedrich Wilhelm Runze und seiner Ehefrau Hildegard geboren. Ihr älterer Bruder war der Schauspieler und Regisseur Ottokar Runze. Nach dem Abitur erhielt sie eine Ausbildung an der Schauspielschule des Deutschen Theaters in Berlin. Daran schlossen sich Engagements am Theater am Kurfürstendamm, dem Hebbel-Theater und dem Renaissance-Theater an.

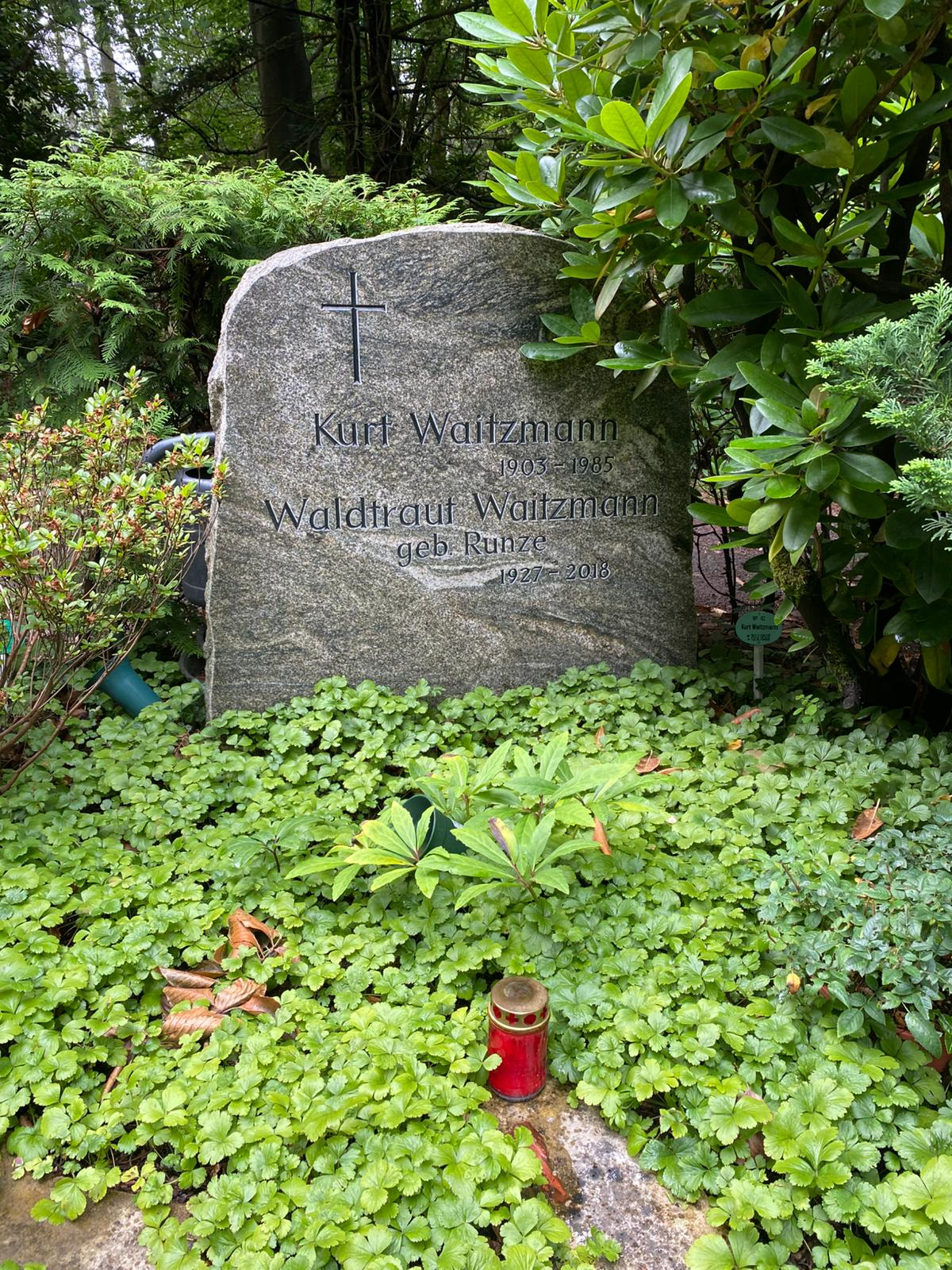
Grabstätte auf dem Parkfriedhof Lichterfelde

Sie wirkte ab dem Jahr 1954 auch in einigen Filmproduktionen mit. Darunter befanden sich 1956 Das Sonntagskind von Kurt Meisel mit Heinz Rühmann, Werner Peters und Günther Lüders, 1957 Viktor und Viktoria von Karl Anton mit Johanna von Koczian, Georg Thomalla und Johannes Heesters und 1962 Tunnel 28 von Robert Siodmak mit Don Murray, Christine Kaufmann, Ingrid van Bergen und Werner Klemperer.
Sie betätigte sich zudem als Synchronsprecherin. So konnte man Waltraud Runze in William Wylers Monumentalfilm Ben Hur aus dem Jahr 1959 als deutsche Stimme von Cathy O’Donnell in der Rolle der Tirzah hören. Weiterhin ist eine Mitwirkung in einer undatierten Hörspielproduktion von Radio Bremen Hilfe – Meine Frau will mein Bestes – Ein ehelicher Stoßseufzer unter der Regie von Werner Oehlschläger nachweisbar.
Waltraud Runze war seit 1950 bis zu seinem Tod mit dem Schauspieler Kurt Waitzmann verheiratet. Unbemerkt von der Öffentlichkeit starb die Schauspielerin im Jahre 2018. Sie wurde neben ihrem Ehemann auf dem Parkfriedhof Lichterfelde (Feld NP 62) beigesetzt.

## Filmografie (Auswahl)
- 1954: Die Hexe
- 1956: Das Sonntagskind
- 1956: Liane, das Mädchen aus dem Urwald
- 1956: Spion für Deutschland
- 1957: Viktor und Viktoria
- 1957: Das haut hin
- 1957: Frühling in Berlin
- 1957: Die Beine von Dolores
- 1958: Zwei Herzen im Mai
- 1958: Das gab’s nur einmal
- 1960: Freddy und die Melodie der Nacht
- 1962: Tunnel 28